# Shanghai Masters 2011 - Qualificazioni singolare
Le qualificazioni del singolare dello Shanghai Masters 2011 sono state un torneo di tennis preliminare per accedere alla fase finale della manifestazione. I vincitori dell'ultimo turno sono entrati di diritto nel tabellone principale. In caso di ritiro di uno o più giocatori aventi diritto a questi sono subentrati i lucky loser, ossia i giocatori che hanno perso nell'ultimo turno ma che avevano una classifica più alta rispetto agli altri partecipanti che avevano comunque perso nel turno finale.

## Giocatori

### Teste di serie
1. Donald Young (qualificato)
2. Philipp Petzschner (ultimo turno)
3. Lu Yen-hsun (qualificato)
4. Albert Ramos Viñolas (qualificato)
5. Ryan Harrison (qualificato)
6. Flavio Cipolla (ultimo turno)
7. Paul Capdeville (primo turno)

1. Marsel İlhan (qualificato)
2. Grega Žemlja (primo turno)
3. Gō Soeda (primo turno)
4. Rik De Voest (ultimo turno)
5. Tejmuraz Gabašvili (ultimo turno)
6. Simone Bolelli (ultimo turno)
7. Matthew Ebden (qualificato)

### Qualificati
1. Donald Young
2. Matthew Ebden
3. Lu Yen-hsun
4. Albert Ramos Viñolas

1. Ryan Harrison
2. Marsel İlhan
3. Stéphane Bohli

## Tabellone qualificazioni

### Sezione 1
|  | Primo turno | Primo turno  | Primo turno  | Primo turno | Primo turno |  |  | Ultimo turno | Ultimo turno | Ultimo turno | Ultimo turno | Ultimo turno |  |
|  |             |              |              |             |             |  |  |              |              |              |              |              |  |
|  | 1           | Donald Young | Donald Young | 7           | 6           |  |  |              |              |              |              |              |  |
|  |             | Michael Yani | Michael Yani | 62          | 4           |  |  | 1            | Donald Young | Donald Young | 6            | 6            |  |
|  |             | Miša Zverev  | 6            | 5           | 6           |  |  |              | Miša Zverev  | Miša Zverev  | 3            | 4            |  |
|  | 10          | Gō Soeda     | 3            | 7           | 4           |  |  |              |              |              |              |              |  |

### Sezione 2
|  | Primo turno | Primo turno          | Primo turno          | Primo turno | Primo turno |  |  | Ultimo turno | Ultimo turno       | Ultimo turno       | Ultimo turno | Ultimo turno |  |
|  |             |                      |                      |             |             |  |  |              |                    |                    |              |              |  |
|  | 2           | Philipp Petzschner   | Philipp Petzschner   | 6           | 6           |  |  |              |                    |                    |              |              |  |
|  |             | Aleksandr Kudrjavcev | Aleksandr Kudrjavcev | 4           | 2           |  |  | 2            | Philipp Petzschner | Philipp Petzschner | 3            | 1            |  |
|  |             | Florent Serra        | Florent Serra        | 4           | 2           |  |  | 14           | Matthew Ebden      | Matthew Ebden      | 6            | 6            |  |
|  | 14          | Matthew Ebden        | Matthew Ebden        | 6           | 6           |  |  |              |                    |                    |              |              |  |

### Sezione 3
|  | Primo turno | Primo turno    | Primo turno    | Primo turno | Primo turno |  |  | Ultimo turno | Ultimo turno   | Ultimo turno   | Ultimo turno | Ultimo turno |  |
|  |             |                |                |             |             |  |  |              |                |                |              |              |  |
|  | 3           | Lu Yen-hsun    | Lu Yen-hsun    | 6           | 6           |  |  |              |                |                |              |              |  |
|  |             | Yang Tsung-hua | Yang Tsung-hua | 3           | 2           |  |  | 3            | Lu Yen-hsun    | Lu Yen-hsun    | 6            | 6            |  |
|  | WC          | Wang Chuhan    | Wang Chuhan    | 1           | 1           |  |  | 13           | Simone Bolelli | Simone Bolelli | 3            | 4            |  |
|  | 13          | Simone Bolelli | Simone Bolelli | 6           | 6           |  |  |              |                |                |              |              |  |

### Sezione 4
|  | Primo turno | Primo turno          | Primo turno          | Primo turno | Primo turno |  |  | Ultimo turno | Ultimo turno         | Ultimo turno         | Ultimo turno | Ultimo turno |  |
|  |             |                      |                      |             |             |  |  |              |                      |                      |              |              |  |
|  | 4           | Albert Ramos Viñolas | Albert Ramos Viñolas | 6           | 6           |  |  |              |                      |                      |              |              |  |
|  | WC          | Feng He              | Feng He              | 3           | 0           |  |  | 4            | Albert Ramos Viñolas | Albert Ramos Viñolas | 6            | 6            |  |
|  |             | Michał Przysiężny    | Michał Przysiężny    | 2           | 2           |  |  | 11           | Rik De Voest         | Rik De Voest         | 4            | 4            |  |
|  | 11          | Rik De Voest         | Rik De Voest         | 6           | 6           |  |  |              |                      |                      |              |              |  |

### Sezione 5
|  | Primo turno | Primo turno        | Primo turno        | Primo turno | Primo turno |  |  | Ultimo turno | Ultimo turno       | Ultimo turno | Ultimo turno | Ultimo turno |  |
|  |             |                    |                    |             |             |  |  |              |                    |              |              |              |  |
|  | 5           | Ryan Harrison      | Ryan Harrison      | 6           | 6           |  |  |              |                    |              |              |              |  |
|  | WC          | Wu Di              | Wu Di              | 2           | 0           |  |  | 5            | Ryan Harrison      | 6            | 4            | 7            |  |
|  | WC          | Ma Ya-Nan          | Ma Ya-Nan          | 2           | 2           |  |  | 12           | Tejmuraz Gabašvili | 3            | 6            | 63           |  |
|  | 12          | Tejmuraz Gabašvili | Tejmuraz Gabašvili | 6           | 6           |  |  |              |                    |              |              |              |  |

### Sezione 6
|  | Primo turno | Primo turno       | Primo turno       | Primo turno | Primo turno |  |  | Ultimo turno | Ultimo turno   | Ultimo turno   | Ultimo turno | Ultimo turno |  |
|  |             |                   |                   |             |             |  |  |              |                |                |              |              |  |
|  | 6           | Flavio Cipolla    | Flavio Cipolla    | 6           | 6           |  |  |              |                |                |              |              |  |
|  |             | Rajeev Ram        | Rajeev Ram        | 1           | 4           |  |  | 6            | Flavio Cipolla | Flavio Cipolla | 2            | 1            |  |
|  |             | Marinko Matosevic | Marinko Matosevic | 3           | 0           |  |  | 8            | Marsel İlhan   | Marsel İlhan   | 6            | 6            |  |
|  | 8           | Marsel İlhan      | Marsel İlhan      | 6           | 6           |  |  |              |                |                |              |              |  |

### Sezione 7
|  | Primo turno | Primo turno     | Primo turno | Primo turno | Primo turno |  |  | Ultimo turno    | Ultimo turno    | Ultimo turno    | Ultimo turno | Ultimo turno |  |
|  |             |                 |             |             |             |  |  |                 |                 |                 |              |              |  |
|  | 7           | Paul Capdeville | 6           | 4           | 63          |  |  |                 |                 |                 |              |              |  |
|  |             | Stefano Galvani | 2           | 6           | 7           |  |  | Stefano Galvani | Stefano Galvani | Stefano Galvani | 2            | 3            |  |
|  |             | Stéphane Bohli  | 7           | 2           | 7           |  |  | Stéphane Bohli  | Stéphane Bohli  | Stéphane Bohli  | 6            | 6            |  |
|  | 9           | Grega Žemlja    | 5           | 6           | 65          |  |  |                 |                 |                 |              |              |  |